# Balatonendréd
Balatonendréd (hongrois : Balatonendréd [ˈbɒlɒtonɛndreːd]) est une localité hongroise située dans le comitat de Somogy.

## Histoire
Balatonendréd est mentionnée pour la première fois dans une charte datée de 1082, sous le nom d'Endréd, probablement dérivé des prénoms Endre ou András (André en hongrois). La paroisse locale avait pour saint patron saint André, et la plus ancienne charte conservée indique que le village faisait alors partie des domaines de l'évêché de Veszprém. Plus tard, la localité passa aux mains du chapitre de Székesfehérvár, avant que le roi Sigismond ne l'offre en 1390 aux moines chartreux.
Au XVIe siècle, la région tomba sous domination ottomane. Endréd fut alors fortifiée et devint chef-lieu de district. La garnison turque comptait jusqu'à 130 soldats. Plusieurs lieux-dits, comme Dudahegy ou Rózsahegy, rappellent encore cette époque. Le village fut entièrement détruit lors des guerres de la fin du XVIe siècle, mais connut un lent repeuplement au siècle suivant, principalement par des calvinistes. Dans les années 1740, de nouveaux équipements (grange, moulin) furent construits et la population revint progressivement à la foi catholique, sous l'influence des religieux installés dans l'ancien fort turc.
À la fin du XVIIIe siècle, des familles allemandes et slovaques vinrent s'y établir. L'église catholique actuelle fut construite au milieu du XVIIIe siècle, intégrant des murs du vieux fort. Elle est dédiée à saint André et conserve au-dessus de son entrée le blason sculpté de l'abbaye de Tihany, alors puissance locale. En 1802–1803, le presbytère fut édifié en face de l'église. Parallèlement, les protestants édifièrent leur propre lieu de culte sur la colline voisine, conformément à l'édit de tolérance de Joseph II. Le temple réformé, initialement sans clocher, fut érigé en 1786 et doté d'un clocher en 1806.
Le village prit officiellement le nom de Balatonendréd en 1907. Jusqu'en 1945, il resta propriété de l'abbaye de Tihany. Durant les deux guerres mondiales, 99 habitants périrent — un monument leur rend hommage depuis 1993.
Au XXe siècle, l'histoire locale fut marquée par la collectivisation. Un premier kolkhoze fut fondé en 1948 mais dissous en 1956. Cette même année, des habitants se révoltèrent sous l'impulsion d'un ancien préfet originaire du village, Ferenc Vidovics. Certains prirent le chemin de l'exil, d'autres furent emprisonnés. Un nouveau kolkhoze vit le jour en 1959, stimulant l'industrialisation et la modernisation. À partir des années 1960, des investissements en matière culturelle et éducative permirent de raviver les traditions locales, notamment la dentelle.
Balatonendréd perdit un temps son autonomie administrative en devenant village associé de Zamárdi en 1970, mais la commune retrouva son indépendance en 1990. Depuis les années 1980, la population a connu une croissance continue, accompagnée d'un développement urbain, notamment dans la direction de Zamárdi.

## Population

### Minorités culturelles et religieuses
Lors du recensement de 2011, 86,7 % des habitants de Balatonendréd se déclaraient hongrois, 1,8 % allemands, 0,7 % roms, et 0,2 % roumains, tandis que 13,1 % n'ont pas souhaité répondre à la question sur l'appartenance ethnique (les identités multiples pouvant entraîner un total supérieur à 100 %). Côté religieux, 59,8 % se déclaraient catholiques romains, 12,5 % réformés, 0,7 % luthériens, 0,1 % grecs-catholiques, et 4,7 % sans appartenance religieuse (21,7 % n'ont pas répondu).
En 2022, 91,4 % des habitants se déclaraient hongrois, 2 % allemands, 0,6 % roms, et de plus petites proportions se réclamaient des minorités slovaque, grecque, roumaine, slovène ou bulgare. Le pourcentage de non-réponses était de 7,9 %. Sur le plan religieux, 46,1 % des habitants étaient catholiques romains, 10,1 % réformés, 0,6 % luthériens, 0,2 % grecs-catholiques, 1,3 % autres chrétiens, 1,2 % autres catholiques, et 6,4 % se déclaraient sans confession (34,3 % n'ont pas répondu).

## Équipements

### Éducation
L'école élémentaire du village a été agrandie en 1990. Elle abrite une exposition de dentelles réalisées en majorité par les élèves, ainsi qu'une collection d'histoire locale. Depuis l'année scolaire 1996-1997, la dentelle aux fuseaux — patrimoine culturel spécifique de la commune — est enseignée dans le cadre des cours de technologie aux filles de cinquième année, une initiative unique en Hongrie. L'établissement conserve également un ancien puits à roue et utilise l'ex-maison des instituteurs comme bibliothèque scolaire et municipale. La salle de sport a été reconvertie en salle informatique, les activités physiques étant organisées dans la maison de la culture polyvalente voisine.

### Réseaux extra-urbains
Balatonendréd est directement accessible depuis l'autoroute M7 par une sortie dédiée. Depuis les rives du lac, une route secondaire part de Zamárdi pour rejoindre la localité. Depuis 2012, le village est également accessible depuis le sud, via Lulla puis Tab, en empruntant la route départementale 6501. À l'est, une simple voie non goudronnée relie Balatonendréd à la commune voisine de Ságvár.
La commune ne dispose pas de gare ferroviaire ; les transports publics sont assurés uniquement par des lignes d'autocars.

## Économie
L'économie locale repose principalement sur les emplois publics, l'administration municipale étant le premier employeur. De nombreux habitants travaillent toutefois à Siófok ou à Zamárdi. Autrefois important pourvoyeur d'emplois, le coopérative agricole (TSZ) n'emploie aujourd'hui plus que quelques personnes.
Le village appartient à la région viticole de Balatonboglár.

## Patrimoine local
Le patrimoine architectural de Balatonendréd témoigne de son histoire religieuse et artisanale. L'église catholique romaine du village, érigée au XVIIIe siècle sur les fondations d'une ancienne fortification ottomane, est un édifice de style baroque tardif. Elle est dédiée à saint André, également patron de la commune. La façade conserve les armoiries sculptées de l'abbaye bénédictine de Tihany, qui fut longtemps propriétaire du lieu.
Face à cette église se trouve la cure paroissiale, construite entre 1802 et 1803. De l'autre côté du village, l'église réformée, édifiée en 1786 à l'emplacement d'un ancien lieu de culte clandestin, illustre l'histoire religieuse complexe de la localité. Elle fut dotée d'un clocher en 1806. Ces deux bâtiments sont classés monuments historiques.
Balatonendréd est également renommée pour son artisanat traditionnel, en particulier la dentelle aux fuseaux. La Maison de la dentelle Kájel, bien que fermée au public à ce jour, incarne cet héritage artisanal. C'est ici que fut relancée la pratique du « csipkeverés » (dentelle battue) au tournant du XXe siècle, grâce à l'initiative du pasteur Endre Kájel et de maîtresses de maison locales. Cet artisanat, redevenu vivant grâce à son enseignement à l'école depuis les années 1990, est aujourd'hui le symbole culturel majeur du village.